# Fuente el Olmo de Íscar
Fuente el Olmo de Íscar er en by og kommune i det centrale Spanien i provinsen Segovia. Den har et indbyggertal på 45 (2024) indbyggere.